# Rychlostní silnice R6 (Slovensko)
Rychlostní silnice R6 je rychlostní silnice na Slovensku, která bude po svém dokončení spojovat dálnici D1 (MÚK Beluša ) s Púchovem a hraničním přechodem s Českem u Lysé pod Makytou. Její celková délka bude 30 km, z toho je v provozu 7,7 km v polovičním profilu a 22,3 km je v plánu. Povede v koridoru silnice I/49 a povede přes mírně zvlněný terén. Na hranicích se bude rychlostní silnice R6 napojovat na českou dálnici D49. Výraznější rozestavění rychlostní silnice R6 závisí na postupu prací na dálnici D49 v Česku. Ředitelství silnic a dálnic předpokládá, že dálnice D49 bude dostavěna na česko-slovenskou hranici v roce 2032,[zdroj⁠?!] nicméně pouze v polovičním profilu.

## Přehled úseků rychlostní silnice R6
| Pořadí úseku | Název úseku                                                                                | Délka úseku v km | Zahájení výstavby úseku | Uvedení úseku do provozu | Výjezdy                                        |
| ------------ | ------------------------------------------------------------------------------------------ | ---------------- | ----------------------- | ------------------------ | ---------------------------------------------- |
| 1.           | Státní hranice Česko/Slovensko – Mestečko                                                  | 11,0             | po roce 2030            | po roce 2030             | Mestečko                                       |
| 2.           | Mestečko – Púchov                                                                          | 11,3             | po roce 2030            | po roce 2030             | Púchov – Západ Púchov – Východ                 |
| 3.           | Púchov, Východ – Beluša, křižovatka R6×D1, pravá polovina                                  | 7,7              | 1997                    | 2005                     | Dolné Kočkovce Beluša Beluša, křižovatka R6xD1 |
| 4.           | Púchov, Východ – Beluša, křižovatka R6×D1, levá polovina + úprava stávající pravé poloviny | 7,7              | po roce 2030            | po roce 2030             | Dolné Kočkovce Beluša Beluša, křižovatka R6×D1 |

## Úseky

### Beluša – Púchov
Tento úsek byl postaven ve třech podúsecích. Prvním podúsekem je část rychlostní silnice mezi MÚK Beluša s dálnicí D1 a mezi MÚK Beluša se silnicí I/61 a má délku 1,2 km. Druhým podúsekem je část rychlostní silnice R6 mezi MÚK Beluša a MÚK Dolné Kočkovce. Za ním následuje třetí podúsek mezi MÚK Dolné Kočkovce a dočasným napojením na silnici II/507 v místě budoucí MÚK Púchov-východ, který v rámci této stavby nebyl realizován. Úsek rychlostní silnice mezi Dolními Kočkovci a dočasným napojením není zatím označen jako rychlostní silnice R6, ale jako silnice I/49A, protože v rámci úsporných opatření se na tomto podúseku nacházejí dočasná úrovňová křížení. Po dostavbě na plný profil a odstranění těchto křížení bude tato cesta překategorizována na rychlostní silnici R6. Celková délka úseku je 7,7 km.

### Púchov – Lysá pod Makytou
Jde o plánovaný úsek, v rámci kterého se dokončí rychlostní silnice R6. V rámci něj se dostaví i předešlý úsek tak, aby splňoval technické parametry rychlostní silnice v polovičním profilu. Závěrečné stanovisko ministerstva životního prostředí bylo vydáno v březnu 2009 a doporučilo výstavbu tzv. kombinované varianty, která vznikla kombinací několika navrhovaných variant v souladu s připomínkami dotčených subjektů a obcí. Délka tohoto úseku je 23,202 kilometru včetně 4,866 km, které je třeba dostavět jižně od Púchova. Součástí stavby budou i dvě jednostranná odpočívadla, jedno u Dohňan ve směru do Česka a druhé u Lysé pod Makytou ve směru do Púchova. Úsek by měl být v polovičním profilu (kategorie R11/80). Stavební náklady by měly dosáhnout 285,815 milionu eur. Dostavba druhé poloviny dálnice bude nutná stavět podle studií až ve vzdáleném horizontu (po roce 2030). Od listopadu 2017 je úsek Púchov – Mestečko a Mestečko – státní hranice v procesu EIA.